# 郏敖
郟敖（？—前541年），芈姓，熊氏，名員，（《左传》称之为熊纴），楚康王之子。战国时代楚国竹简《楚居》和《繫年》分别称其为嗣子王和孺子王。

## 大事记
- 郏敖三年，以季父公子圍任令尹，主兵事。但此人有篡位野心。他使公子黑肱、伯州犁在鄭邊境修築犨、櫟、郟三城，鄭人害怕。
- 郏敖四年，公子圍出使郑国，听闻郟敖患病而还。十二月借入宫问疾之机弒郟敖并杀其子公子慕、公子平夏而自立，是為楚靈王。

## 家庭
子女
- 公子慕，於郏敖四年十二月在宮中被殺。
- 公子平夏，於郏敖四年十二月在宮中被殺。